# Gianfranco Ganzer
Gianfranco Ganzer (Tarvisio, 29 marzo 1930 – Mogliano, 15 marzo 2019) è stato un calciatore e allenatore di calcio italiano.

## Carriera
Inizia a giocare in Friuli per passare giovanissimo prima al Petrarca Padova e successivamente, nel 1948, al Padova con cui esordisce in Serie A, nel ruolo di mediano, il 13 gennaio 1949 non ancora diciannovenne. Gioca con i biancorossi 5 campionati e, dopo un anno di Serie B, in cui i patavini erano precipitati, torna nella massima serie con la Triestina.
Ganzer gioca due campionati a Trieste da titolare ed arriva con il Milan la grande occasione nel 1955. A Milano Ganzer non trova spazio - per lui solo 9 partite - e quindi viene ceduto al Torino con cui resterà sino alla retrocessione dei granata avvenuta nel 1959.
Resta in Serie A ancora 2 anni, recuperato da Paolo Mazza che lo vuole titolare della sua SPAL che nel 1960 arriva quinta in Serie A ed in quel campionato Ganzer risulta uno dei maggiori protagonisti ripagando ampiamente Mazza della fiducia riposta su di lui che veniva ritenuto ormai al capolinea.
Passa poi, nel 1961, al Cesena in Serie C, dove ritrova prima Guerrino Rossi poi Lidio Maietti, suoi ex compagni alla SPAL.
Chiude con il calcio giocato nel 1963 dopo un grave infortunio occorsogli durante una partita con il Perugia. Ganzer ha disputato in Serie A 236 partite in Serie A segnando 3 reti e 29 partite in Serie B con 1 rete. In Serie C ha giocato 48 partite e segnato 2 reti.

## Allenatore
Ha intrapreso con minor successo la carriera di allenatore, allenando comunque il Foligno e il Ravenna in Serie C.

## Palmarès

### Giocatore

#### Competizioni nazionali
- Coppa Latina: 1

Milan: 1956